# Eau Claire (Wisconsin)
Eau Claire ist eine Stadt (mit dem Status City) und Verwaltungssitz des Eau Claire County im US-amerikanischen Bundesstaat Wisconsin. Ein kleiner Teil des Stadtgebiets erstreckt sich bis in das Chippewa County. Bei der Volkszählung im Jahr 2020 hatte Eau Claire 69.421 Einwohner.
Eau Claire ist eine der Kernstädte der Metropolregion Eau Claire–Chippewa Falls Metropolitan Area.
An der 1916 gegründeten University of Wisconsin Eau Claire sind knapp 11.000 Studierende eingeschrieben. Das Einzelhandelsunternehmen Menards hat seinen Firmensitz in Eau Claire.
Der Name der Stadt ist die singularisierte Form der französischen Bezeichnung Eaux Claires (‚Klare Wasser‘) und bezieht sich auf den Fluss Eau Claire River.

## Geografie
Eau Claire liegt im mittleren Nordwesten Wisconsins an der Mündung des Eau Claire River in den Chippewa River, einen linken Nebenfluss des Mississippi.
Die geografischen Koordinaten von Eau Claire sind 44°48′53″ nördlicher Breite und 91°29′34″ westlicher Länge. Das Stadtgebiet erstreckt sich über eine Fläche von 83,8 km², die sich auf 78,4 km² Land- und 5,4 km² Wasserfläche verteilen.
Nachbarorte von Eau Claire sind Lake Hallie (an der nordöstlichen Stadtgrenze), Chippewa Falls (19 km nordöstlich), Altoona (an der östlichen Stadtgrenze) und Fall Creek (20 km ostsüdöstlich).
Die nächstgelegenen größeren Städte sind Green Bay am Michigansee (311 km östlich), Wisconsins Hauptstadt Madison (287 km südöstlich), La Crosse (140 km südlich), Rochester in Minnesota (146 km südwestlich) und die Twin Cities in Minnesota (150 km westlich).

## Verkehr
Die Interstate 94 und der vierspurig ausgebaute U.S. Highway 53 bilden die südliche bzw. östliche Umgehungsstraße von Eau Claire. Der U.S. Highway 12 führt in West-Ost-Richtung durch den Süden der Stadt. Daneben treffen in der Stadt noch die Wisconsin State Highways 37, 93 und 312 zusammen. Alle weiteren Straßen sind untergeordnete Landstraßen, teils unbefestigte Fahrwege sowie innerörtliche Verbindungsstraßen.
Entlang des Chippewa River verläuft mit dem Chippewa River State Trail ein Rail Trail für Wanderer und Radfahrer. Im Winter kann der Wanderweg auch mit Schneemobilen und Skiern befahren werden.
Im Stadtgebiet von Eau Claire treffen mehrere Eisenbahnstrecken der Union Pacific Railroad zusammen.
Mit dem Chippewa Valley Regional Airport befindet sich im nordöstlichen Stadtgebiet ein Regionalflughafen.

## Bevölkerung
Nach der Volkszählung im Jahr 2010 lebten in Eau Claire 65.883 Menschen in 26.803 Haushalten. Die Bevölkerungsdichte betrug 840,3 Einwohner pro Quadratkilometer. In den 26.803 Haushalten lebten statistisch je 2,29 Personen.
Ethnisch betrachtet setzte sich die Bevölkerung zusammen aus 91,4 Prozent Weißen, 1,1 Prozent Afroamerikanern, 0,5 Prozent amerikanischen Ureinwohnern, 4,6 Prozent Asiaten sowie 0,5 Prozent aus anderen ethnischen Gruppen; 1,8 Prozent stammten von zwei oder mehr Ethnien ab. Unabhängig von der ethnischen Zugehörigkeit waren 1,9 Prozent der Bevölkerung spanischer oder lateinamerikanischer Abstammung.
19,3 Prozent der Bevölkerung waren unter 18 Jahre alt, 69,0 Prozent waren zwischen 18 und 64 und 11,7 Prozent waren 65 Jahre oder älter. 51,5 Prozent der Bevölkerung war weiblich.
Das mittlere jährliche Einkommen eines Haushalts lag bei 43.410 USD. Das Pro-Kopf-Einkommen betrug 23.582 USD. 19,3 Prozent der Einwohner lebten unterhalb der Armutsgrenze.

## Persönlichkeiten

### Söhne und Töchter der Stadt
- Marcus Thrane (1817–1890), norwegischer Sozialist
- George B. Shaw (1854–1894), republikanischer Abgeordneter des US-Repräsentantenhauses (1893–1894)
- Cornelia Ellis Hildebrandt (1876–1962), Malerin
- LeMoine Batson (1898–1991), Skispringer
- Bill Olson (1930–2021), Skispringer
- James Morsley Anderson (* 1940), Arzt und Chemiker
- H. C. Erik Midelfort (* 1942), Historiker
- Mary Brunner (* 1943), ehemaliges Mitglied der Manson Family
- Steven Craig „Steve“ Gunderson (* 1951), republikanischer Abgeordneter des US-Repräsentantenhauses (1981–1997)
- Nancy B. Jackson (1956–2022), Chemikerin und Hochschullehrerin
- Reed Zuehlke (* 1960), Skispringer
- Daniel Brenna (* 1970), Opernsänger (Heldentenor)
- Geoff Keezer (* 1970), Jazzpianist und -komponist
- Brad Radke (* 1972), Baseballprofi
- Mark Kosower (* 1976), Cellist und Musikpädagoge
- Paul Menard (* 1980), NASCAR-Rennfahrer
- Justin Vernon (* 1981), Musiker und Frontmann von Bon Iver
- Roderick Strong (* 1983), Wrestler
- Jake Dowell (* 1985), Eishockeyprofi
- Katie Bethke (* 1988), Fußballspielerin
- Elisabeth Anderson (* 1989), Skispringerin
- Adam Loomis (* 1992), Nordischer Kombinierer
- Jake McCabe (* 1993), Eishockeyspieler
- Emilee Anderson (* 1995), Skispringerin
- Andrew Urlaub (* 2001), Skispringer

### Mit Eau Claire verbunden
- Michael Griffin (1842–1899), republikanischer Abgeordneter des US-Repräsentantenhauses (1894–1899) – gestorben in Eau Claire
- Steven Majstorovic (* 1946), Politikwissenschaftler – lehrte an der University of Wisconsin in Eau Claire
- Nickolas Butler (* 1979), Schriftsteller – wuchs in Eau Claire auf

## Kultur und Sehenswürdigkeiten

Die Boyd Konzertmuschel im Owen Park ist auf dem National Register of Historic Places gelistet